# Auró del sucre
L' erable de sucre o auró de sucre (Acer saccharum) és una espècie de planta amb flors del gènere Acer dins la família de les sapindàcies (Sapindaceae). Són arbres natius de l'est d'Amèrica del Nord. S'utilitza com font a planta ornamental i per a l'obtenció de xarop d'auró i sucre.
Addicionalment pot rebre els noms de auró del sucre, auró platejat i auró sacarí. També s'han recollit les variants lingüístiques euró del sucre, maple i uró del sucre.

## Descripció
És un arbre gran de fins a 30 metres d'alçada. Les fulles són oposades, dentades, lobulades i amb un llarg pecíol. Les fulles són de color verd fosc que es tornen de color variable (groc, taronja, vermell) a la tardor. Les flors són llargament peciolades masculines o femenines que apareixen al principi de la primavera. El fruit és en sàmara aparellada que madura a la tardor.

## Aprofitament
- La saba de l'auró de sucre augmenta i es concentra el sucre des de gener a abril i és el moment en què es fan incisions a l'arbre i es col·loquen recipients per a recollir-la segons una tècnica tradicional ja utilitzada pels indis americans. El xarop d'auró és un producte molt apreciat i consumit a Nord-amèrica.
- La fusta d'aquest arbre és molt resistent i molt utilitzada en ebenisteria, se'n fan des de parquets a instruments musicals i travesses de ferrocarril.
- Molt utilitzat en jardineria amb un especial interès a la tardor per la coloració de les fulles.
- La fulla de l'auró del sucre és un símbol nacional del Canadà.